# 執行官
執行官（英語：marshal）是一種執法人員，在市鎮或市鎮級地區執法。

## 美國
美國設有兩種執行官職位：聯邦執行官及市鎮執行官。市鎮執行官向市長負責。
執行官與司法行政官常被混淆，部分原因是兩者在荷里活電影中常用作同義詞。在美國，兩者差異在於司法行政官主管一縣，而執行官主管一市或一鎮。